# 富士見町 (名古屋市)
富士見町（ふじみちょう）は、愛知県名古屋市中区の地名丁番を持たない単独町名である。住居表示実施。

## 地理
名古屋市中区南部に位置する。東は千代田四丁目、西は橘一丁目、南は大井町、北は上前津二丁目に接する。

## 歴史

### 町名の由来
当地が富士見原（不二見原）と称したことに由来する。富士見原は、ここから富士山が遠望できたという言い伝えによる。

### 沿革
- 1974年（昭和49年）5月11日 - 住居表示実施に伴い、西川端町7丁目・同8丁目の各全部および飴屋町・大井町・下前津町・西川端町6丁目・同9丁目・不二見町の各一部により富士見町として成立[1]。

## 世帯数と人口
2019年（平成31年）2月1日現在の世帯数と人口は以下の通りである。
| 町丁     | 世帯数    | 人口    |
| -------- | --------- | ------- |
| 富士見町 | 1,772世帯 | 2,975人 |

### 人口の変遷
国勢調査による人口の推移
| 1995年（平成7年）  | 1,915人 | [ WEB 6 ]  |  |
| 2000年（平成12年） | 1,945人 | [ WEB 7 ]  |  |
| 2005年（平成17年） | 2,427人 | [ WEB 8 ]  |  |
| 2010年（平成22年） | 2,653人 | [ WEB 9 ]  |  |
| 2015年（平成27年） | 2,730人 | [ WEB 10 ] |  |

## 学区
市立小・中学校に通う場合、学校等は以下の通りとなる。また、公立高等学校に通う場合の学区は以下の通りとなる。
| 番・番地等 | 小学校             | 中学校                 | 高等学校 |
| ---------- | ------------------ | ---------------------- | -------- |
| 全域       | 名古屋市立橘小学校 | 名古屋市立伊勢山中学校 | 尾張学区 |

## 交通
- 前津通[2]
- 名古屋高速都心環状線 東別院出口

## 施設
- 浄土宗宗念寺[2]
- 西川端公園[2]
- ゲオホールディングス
- 丸進工業
- 名古屋市交通局前津変電所
- 中警察署橘交番
- 日本年金機構鶴舞年金事務所
- 名古屋市上下水道局中営業所
- アーバンクア SPA & LIVING・プレイランドキャッスル記念橋南店

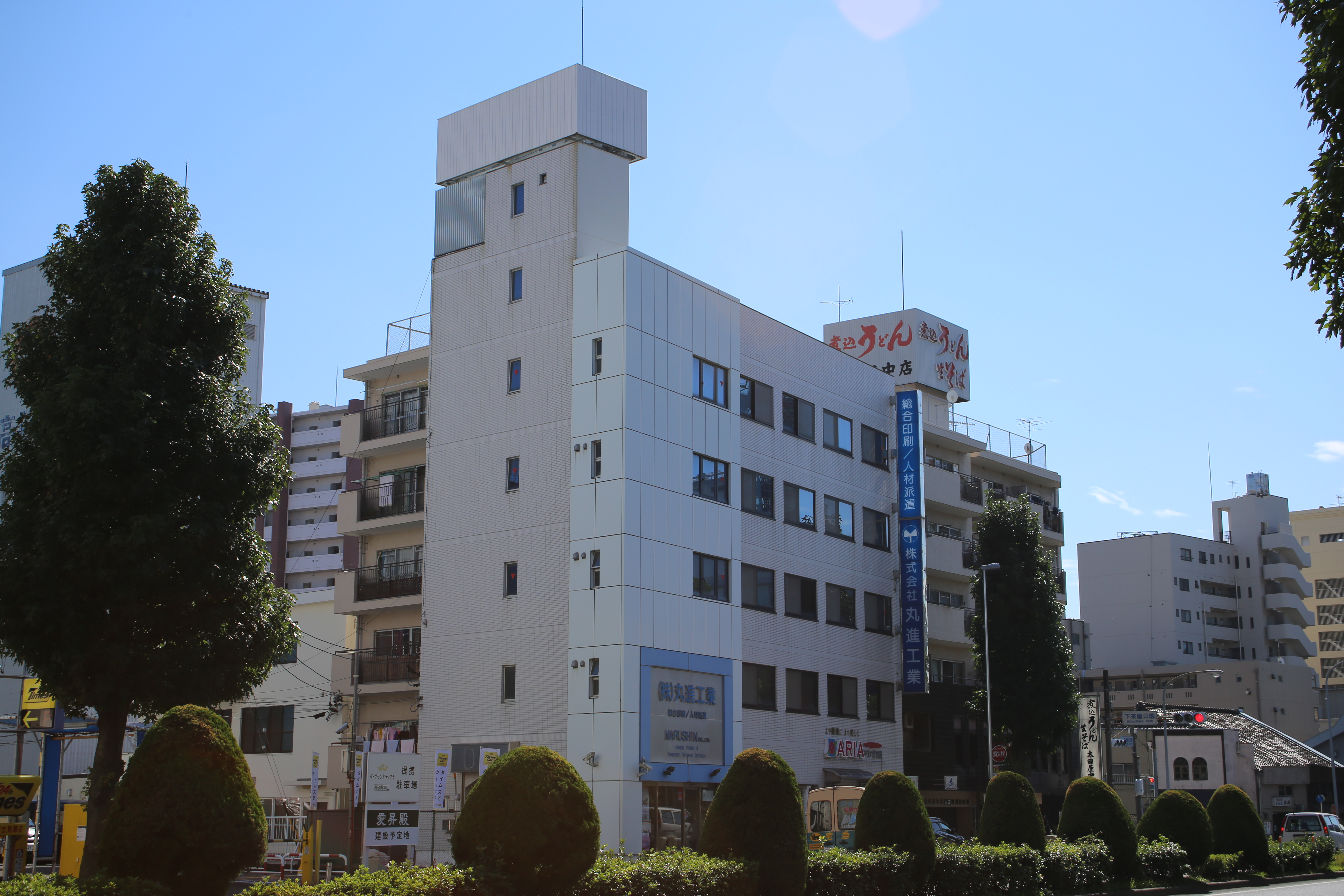
丸進工業本社
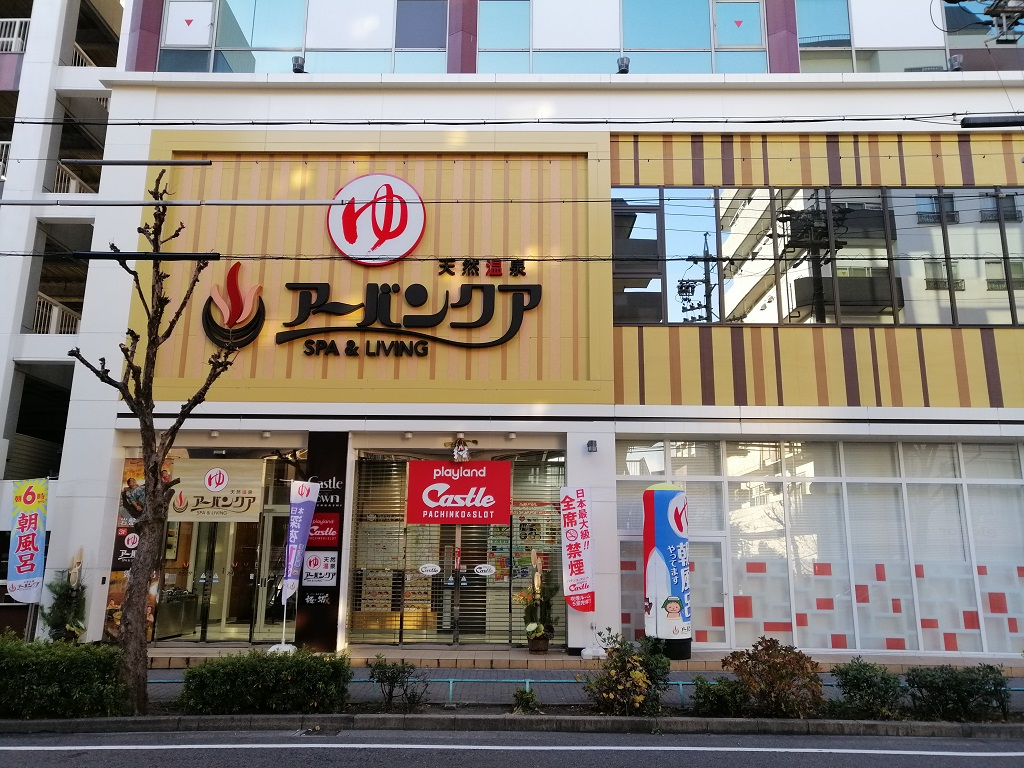
アーバンクア

## 史跡
- 料亭酔雪楼跡[2]
- 富士見町遺跡[3]

## その他

### 日本郵便
- 郵便番号 : 460-0014[WEB 3]（集配局：名古屋中郵便局[WEB 13]）。

### WEB
1. ↑  “愛知県名古屋市中区の町丁・字一覧”.   人口統計ラボ. 2017年4月7日閲覧。
2. 1 2  “町・丁目(大字)別、年齢(10歳階級)別公簿人口(全市・区別)”.   名古屋市 (2019年2月20日). 2019年2月20日閲覧。
3. 1 2  “郵便番号”.  日本郵便. 2019年2月10日閲覧。
4. ↑  “市外局番の一覧”.   総務省. 2019年1月6日閲覧。
5. ↑  名古屋市役所市民経済局地域振興部住民課町名表示係 (2015年10月21日). “中区の町名一覧”.   名古屋市. 2017年4月7日閲覧。
6. ↑  総務省統計局 (2014年3月28日). “平成7年国勢調査の調査結果(e-Stat) - 男女別人口及び世帯数 －町丁・字等” (CSV). 2019年4月27日閲覧。
7. ↑  総務省統計局 (2014年5月30日). “平成12年国勢調査の調査結果(e-Stat) - 男女別人口及び世帯数 －町丁・字等” (CSV). 2019年4月27日閲覧。
8. ↑  総務省統計局 (2014年6月27日). “平成17年国勢調査の調査結果(e-Stat) - 男女別人口及び世帯数 －町丁・字等” (CSV). 2019年4月27日閲覧。
9. ↑  総務省統計局 (2012年1月20日). “平成22年国勢調査の調査結果(e-Stat) - 男女別人口及び世帯数 －町丁・字等” (CSV). 2019年4月27日閲覧。
10. ↑  総務省統計局 (2017年1月27日). “平成27年国勢調査の調査結果(e-Stat) - 男女別人口及び世帯数 －町丁・字等” (CSV). 2019年4月27日閲覧。
11. ↑  “市立小・中学校の通学区域一覧”.   名古屋市 (2018年11月10日). 2019年1月14日閲覧。
12. ↑  “平成29年度以降の愛知県公立高等学校（全日制課程）入学者選抜における通学区域並びに群及びグループ分け案について”.   愛知県教育委員会 (2015年2月16日). 2019年1月14日閲覧。
13. ↑  郵便番号簿 平成29年度版 - 日本郵便. 2019年02月26日閲覧 (PDF)

### 書籍
1. 1 2  福岡清彦 1976, p. 6.
2. 1 2 3 4 5 6  「角川日本地名大辞典」編纂委員会 1989, p. 1480.
3. 1 2  名古屋市計画局 1992, p. 324.
4. ↑  名古屋市計画局 1992, p. 323.